# Kurtziella acanthodes
Kurtziella acanthodes é uma espécie de gastrópode do gênero Kurtziella, pertencente a família Mangeliidae.